# Instituto Nacional de Estatística
Pour les articles homonymes, voir INE et Institut national de la statistique.
L'Instituto Nacional de Estatística (INE, en français : « Institut national de statistique ») est l'organisme officiel portugais chargé de la collecte, de la production et de la publication des statistiques.

## Structures successives
Il a été créé en 1935, succédant à divers autres organismes ou formations qui avaient été chargés de produire des statistiques depuis plus d'un siècle :
- En 1841 était institué, au sein du ministère des Travaux publics du royaume de Portugal (Ministério das Obras Públicas), une « Section des statistiques et de la topographie » (Secção de Estatística e Topográfica).
- En 1857 est créée une « Commission centrale des statistiques du royaume » (Comissão Central de Estatística do Reino), ayant notamment pour mission de coordonner les statistiques dans toutes les branches de l'administration publique portugaise.
- En 1859, la « Section des statistiques et de la topographie » est remplacée par un « Bureau de la statistique » (Repartição de Estatística).
- En 1864, la « Commission centrale des statistiques du royaume » est à son tour remplacée par un « Conseil général de la statistique » (Conselho Geral de Estatística).
- En 1869, le « Conseil général de la statistique » cède la place à une « Commission centrale de la statistique » (Comissão Central de Estatística).
- En 1887, « Commission centrale de la statistique » change à son tour de nom et devient le « Conseil supérieur de la statistique » (Conselho Superior de Estatística).
- En 1898 est créée une « Direction générale de la statistique et des ressources nationales » (Direcção-Geral de Estatística e dos Próprios Nacionais).
- En 1911, la « Direction générale de la statistique et des ressources nationales » change de nom pour devenir la « Direction générale de la statistique et de la fiscalisation des sociétés anonymes » (Direcção-Geral de Estatística e Fiscalização das Sociedades Anónimas), plus couramment appelée « Direction générale de la statistique » (Direcção-Geral de Estatística).
- La réforme de 1935 est la dernière ayant vu un changement de nom de l'organisme de centralisation et de coordination des statistiques au niveau national. À cette occasion, le « Conseil supérieur de la statistique », créé en 1887, est lui aussi supprimé.

Diverses réformes structurelles interviennent au cours des décennies suivantes, sans toucher au nom de l'INE, avec par exemple la recréation d'un Conseil supérieur de la statistique, puis la création de délégations régionales, en 1973, et enfin la grande réforme du système statistique, menée de 1986 à 1989, aboutissant à :
- à la loi du 15 avril 1989, jetant les bases du système statistique national ;
- au décret-loi du 23 août 1989, portant réforme des statuts de l'Instituto Nacional de Estatística.

## Code INE
L'INE élabore un « Code de la division administrative » (Código da Divisão Administrativa), plus ou moins comparable, par certains aspects, au code Insee utilisé par l'Insee en France.
Le CDA utilise, pour désigner chaque entité administrative territoriale (les districts, les concelhos et les freguesias), un groupe de deux chiffres. Les groupes sont désignés, en abrégé, par les lettres DT (distritos), CC (concelho), FR (freguesia).
Par exemple, pour la  freguesia  de Pombeiro de Ribavizela, le code est 13 03 15 :
- DT = 13 (pour le district de Porto)
- CC = 05 (pour le  concelho   de Felgueiras)
- FR = 15 (pour la  freguesia , parmi 33 autres)

Toutefois, en fonction des réorganisations territoriales, ces codes sont susceptibles de changer d'une année sur l'autre, à la différence des groupes de caractères utilisés par exemple dans le code Insee à 8 caractères et 3 espaces intermédiaires (ou sa version simplifiée à 5 caractères).